# Kia Niro EV
De Kia Niro EV is een auto van autoproducent Kia Motors uit  Zuid-Korea, uitgebracht in 2018. Het is de elektrische variant van de door fossiele brandstof aangedreven Kia Niro.

## Specificaties[2]

### Vervoer
De auto biedt vijf zitplaatsen, waarvan twee geschikt zijn voor Isofix-kinderzitjes. Er is standaard 475 liter kofferbakruimte, die uitgebreid kan worden tot maximaal 1392 liter. De "frunk" of opslag onder de motorkap is 20 liter groot. De auto heeft dakrails, die een maximale daklast van 100 kg aankunnen. Verder is de auto voorzien van een trekhaak, waarmee maximaal 300 kg ongeremd en 750 kg geremd getrokken mag worden. De maximale verticale kogeldruk is 100 kg.

### Accu
De auto heeft een 68 kWh grote tractiebatterij waarvan 64,8 kWh bruikbaar is. Dit resulteert in een WLTP-gemeten actieradius van 463 km, wat neerkomt op 380 km in de praktijk. De accu is actief gekoeld en wordt geproduceerd door CATL. Het accupakket heeft een nominale spanning van 358 V. Het gehele accupakket weegt ongeveer 443 kg.

### Opladen
De accu van de auto kan standaard worden opgeladen via een Type 2-connector met laadvermogen van 11 kW door gebruik van driefase 16 ampère, waarmee de auto in 7 uur van 0 % naar 100 % geladen kan worden. Bij gebruik van een snellader met een CCS-aansluiting kan een laadsnelheid van maximaal 80 kW worden bereikt, waarmee de auto in minimaal 41 minuten van 10 % naar 80 % geladen kan worden, wat neerkomt op een snellaadsnelheid van 380 km/u.

### Prestaties
De elektronische aandrijflijn van de auto kan 150 kW aan vermogen leveren, waarmee de auto met 255 Nm koppel in 7,8 seconden kan optrekken van 0 naar 100 km/u. De maximale snelheid die bereikt kan worden is ongeveer 167 km/u.

## Galerij

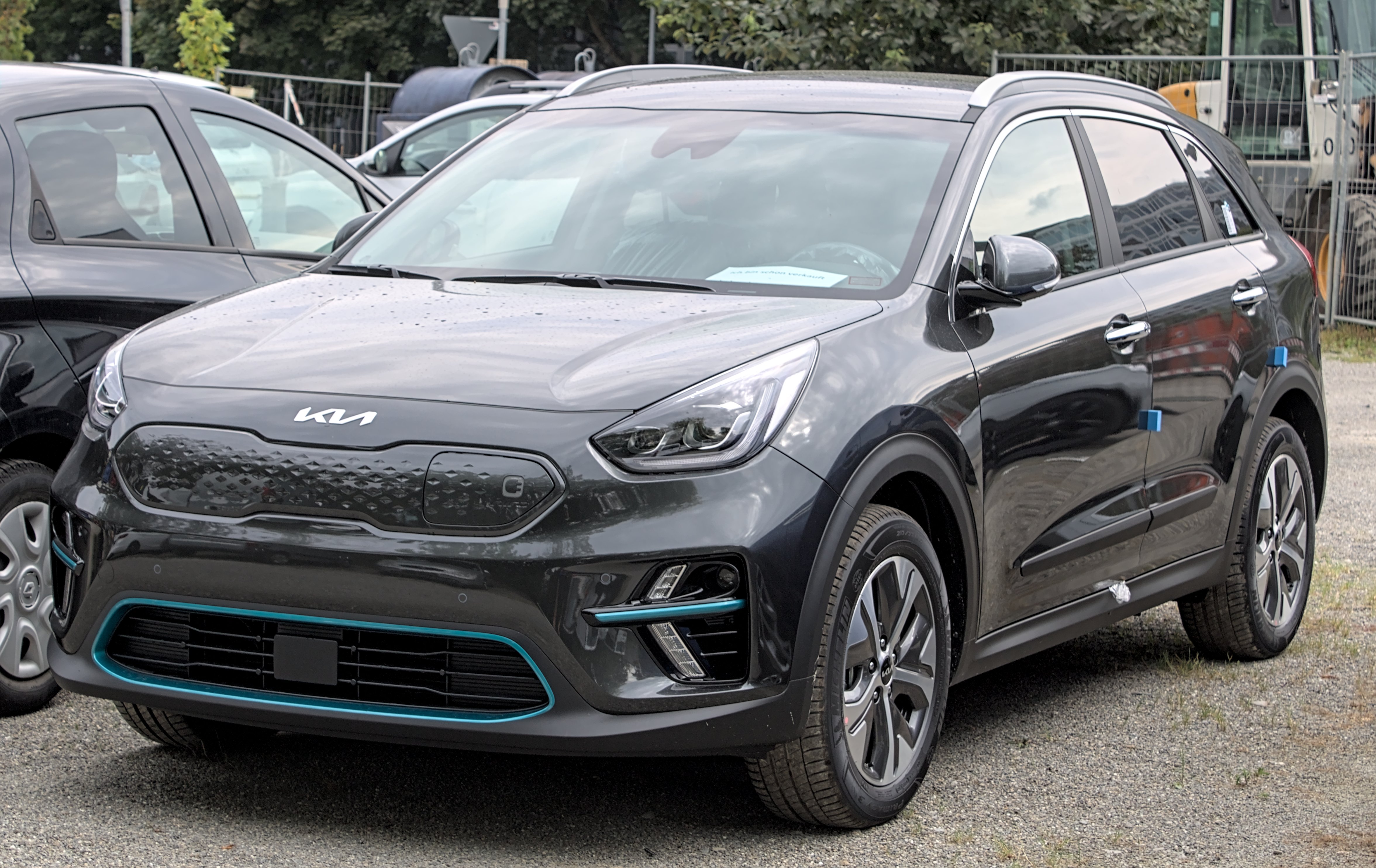
Voorzijde van een 2021 Niro EV
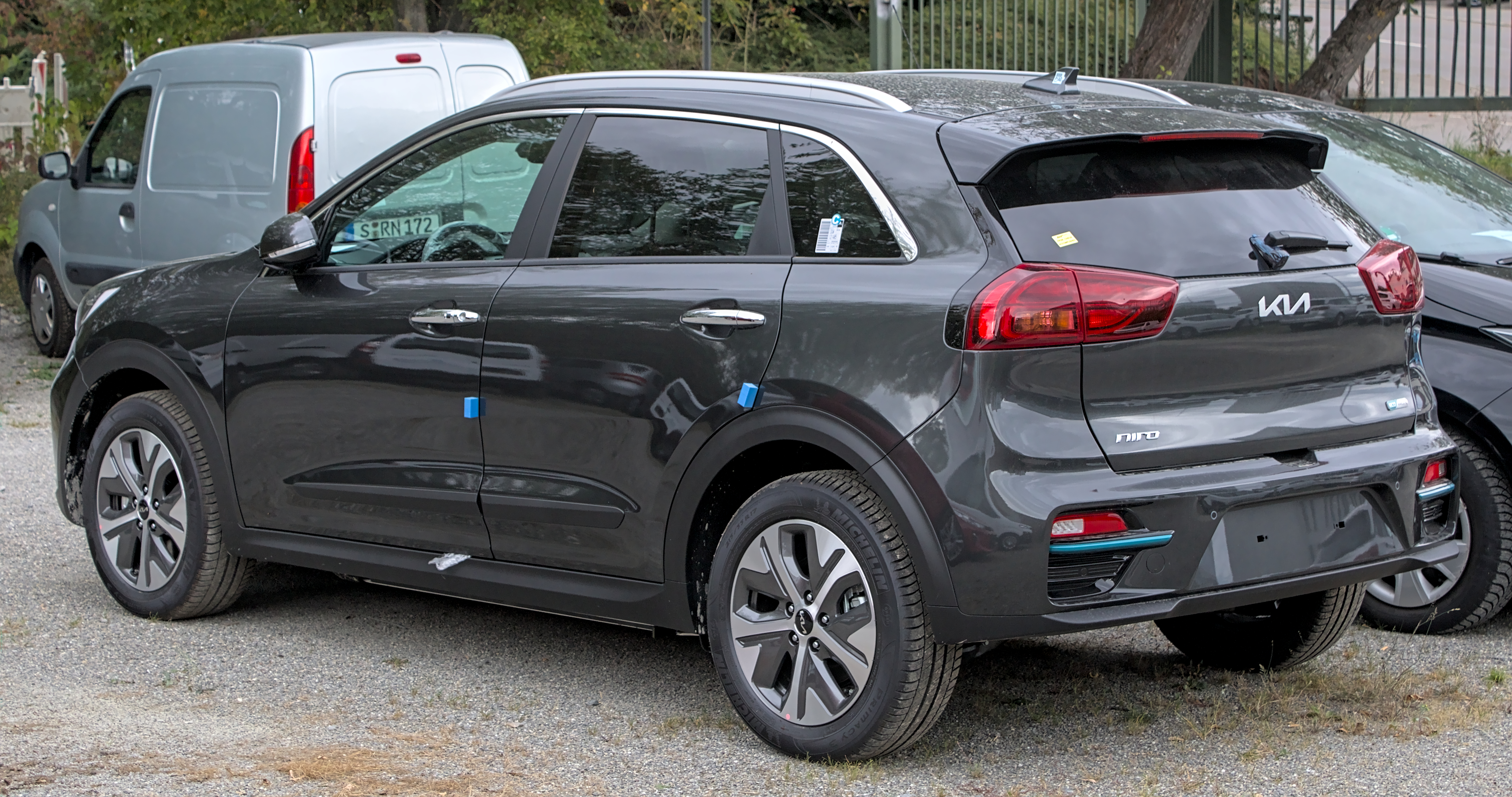
Achterzijde van een 2021 Niro EV
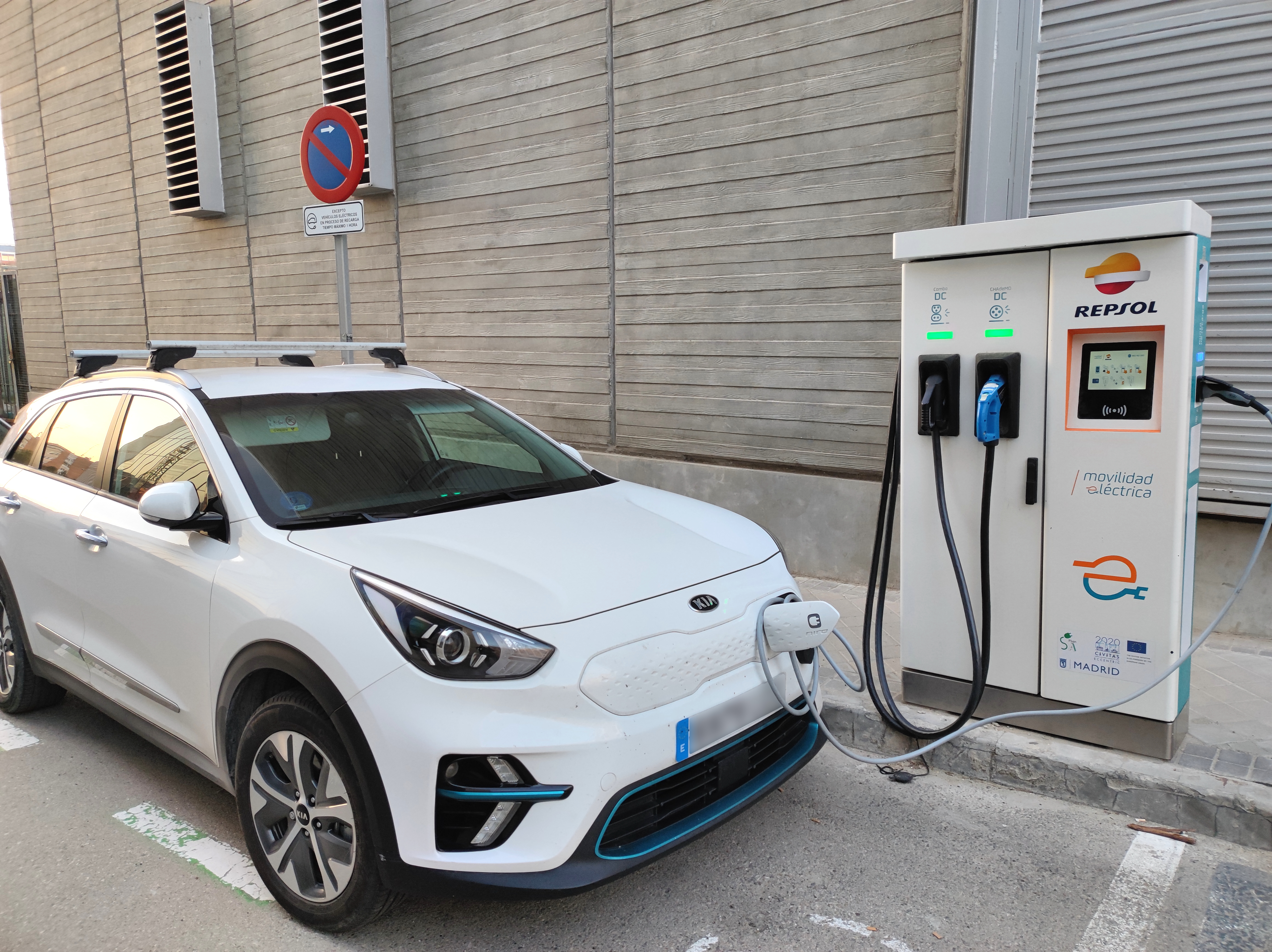
Een Niro EV aan een publieke lader
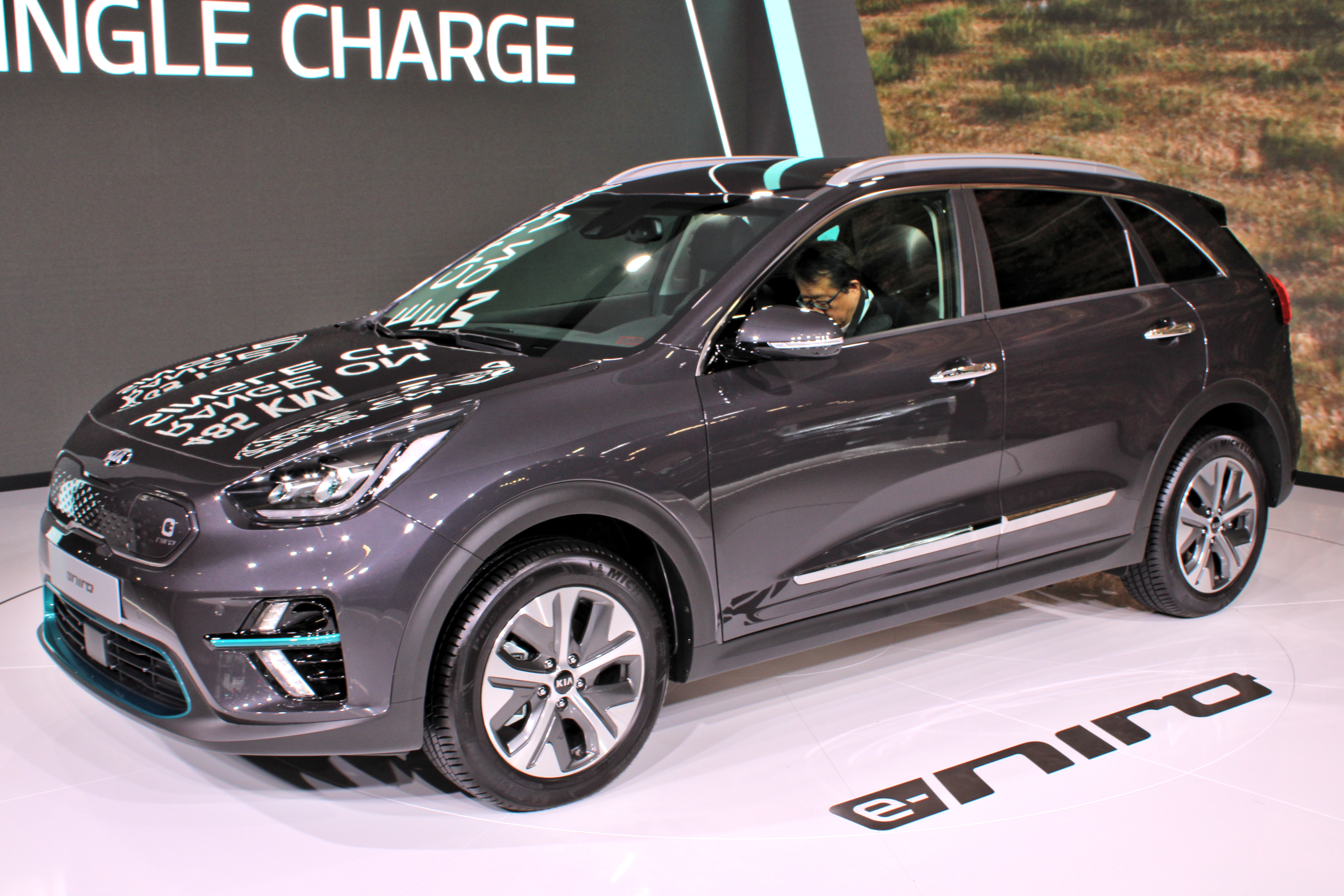
Kia Niro (2018) op de Paris Motor Show